# Георги Стоянов (белетрист)
Вижте пояснителната страница за други личности с името Георги Стоянов.
Георги Атанасов Стоянов е български писател.

## Биография
Георги Стоянов е роден на 27 октомври 1931 година в село Конуш, Пловдивски окръг. Завършва българска филология в Софийския университет. Учителства в родното си село и в Садово, после работи като журналист във вестник „Отечествен глас“ – Пловдив.
Поканен е за редактор в новооснованото издателство „Христо Г. Данов“. Тук работи цели 15 години, наказан по партийна линия, минава на работа в Окръжен съвет за изкуство и култура. След две години напуска и става главен редактор на в-к „Димитровско знаме“. След четиригодишно редакторство, той е назначен за редактор в списание „Тракия“, където остава до 1991 година.
През 1961 година излиза първата му книга „Лесно щастие“, посрещната с голям интерес от читателите и критиката, тя привлича интереса на читателите. Георги Стоянов е автор и на посрещнатата с голям интерес пътеписна книга „Американската мечта отблизо“; на есеистичната „Храм без икони“, „Любимец на народа“ – документална повест за световноизвестния музикант-кларнетист Никола Илиев; на селищната „Миналото на село Конуш“ и др. Неговите пиеси „Сватба“ и „Хайдутин и бесило“ са играни на сцените на Драматичен театър и Куклен театър (Пловдив).
Основни теми на творчеството му: насилствената колективизация на селото, конфликтите между стари и млади, драмата на обезлюдяващите села, съдбата на „новите“ граждани, селяните, принудени да изоставят китни дворове и къщи, за да се заселят в панелни кафези, настъплението на парвенющината в съвременния живот, разпадът на моралните традиционни ценности, гибелните резултати от користните прибързани реформи.

## Награди
- 1967 г. – първа награда от национален конкурс на СБП и СБЖ „Златен клас“ за повестта „Когато се разделяме“
- 1967 г. – Наградата „Пловдив“ за повестта „Когато се разделяме“
- Награда за съвременна драматургия за пиесата „Любов на твоя праг“ – 1976
- Награден с орден „Кирил и Методий“ II ст.
- Награда на СБП за мемоаристика за „Паметта на сърцето. Видяно и преживяно“, 2015
- През 2021 г. е отличен с наградата „Христо Г. Данов“ за цялостно творчество.[2]